# Boeing C-97 Stratofreighter
Boeing C-97 Stratofreighter (Boeing Model 367) – amerykański samolot transportowy, opracowany pod koniec II wojny światowej. Samolot skonstruowano przez połączenie nowego, powiększonego kadłuba z kadłubem i skrzydłami bombowca Boeing B-29 Superfortress.
Pierwszy prototyp – XC-97 – pokonał 9 stycznia 1945 trasę Seattle – Waszyngton w ciągu zaledwie 6 godzin i 4 minut, osiągając średnią prędkość 616 km/h.
Prototyp otrzymał cztery 2200-konne silniki Wright R-3350 – maszyny seryjne wyposażano w mocniejsze, 3500-konne silniki Pratt & Whitney Wasp Major.
Samolot miał ładowność 16 ton, mógł przewozić 96 w pełni wyposażonych żołnierzy lub dwie ciężarówki czy dwa lekkie czołgi. Ładowanie ułatwiała wysuwana rampa w dolnej części ciśnieniowego kadłuba. Samolot wykorzystywano podczas wojny koreańskiej do ewakuacji rannych, misji poszukiwawczych i ratowniczych oraz jako latające centrum dowodzenia Dowództwa Strategicznych Sił Powietrznych (Strategic Air Command).
W latach 1947–1958 zbudowano 888 egzemplarzy C-97, w tym 811 latających cystern KC-97 Stratotanker. Maszyna ta stała się również podstawą do opracowania samolotu pasażerskiego Boeing 377 Stratocruiser.